# 1090
1090（千九十、一〇九〇、せんきゅうじゅう）は自然数、また整数において、1089の次で1091の前の数である。

## 性質
- 1090は合成数であり、約数は1, 2, 5, 10, 109, 218, 545, 1090である。
  - 約数の和は1980。
- 154番目の楔数である。1つ前は1086、次は1095。
- 237番目のハーシャッド数である。1つ前は1088、次は1092。
  - 10を基とする10番目のハーシャッド数である。1つ前は910、次は1180。
  - n を基とする n 番目のハーシャッド数である。1つ前は81、次は4070。（オンライン整数列大辞典の数列 A082260）
  - 楔数がハーシャッド数になる35番目の数である。1つ前は1066、次は1095。
- 各位の和が10になる73番目の数である。1つ前は1081、次は1108。
- 1090 = 12 + 332 = 192 + 272
  - 異なる2つの平方数の和で表せる317番目の数である。1つ前は1088、次は1093。(オンライン整数列大辞典の数列 A004431)
  - 2つの平方数の和2通りで表せる67番目の数である。1つ前は1073、次は1125。
- 1090 = 92 + 152 + 282 = 152 + 172 + 242
  - 異なる3つの平方数の和2通りで表せる194番目の数である。1つ前は1083、次は1092。(オンライン整数列大辞典の数列 A025340)
- 1090 = 103 + 102 − 10
  - n = 10 のときの n3 + n2 − n の値とみたとき1つ前は801、次は1441。(オンライン整数列大辞典の数列 A085490)

## その他 1090 に関すること
- 広島電鉄1090形電車は、広島電鉄宮島線専用の電車。
- 熊本市交通局1090形電車は、熊本市交通局の路面電車。
- ＃1090 〜Thousand Dreams〜は、B'zの松本孝弘のシングル曲。